# Pierre Dux

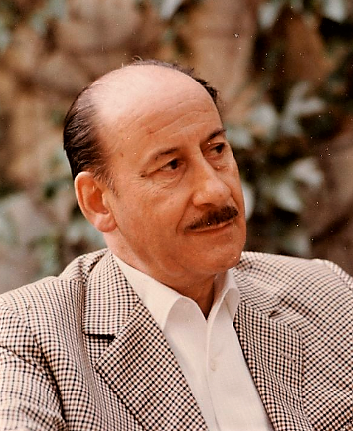
Pierre Dux

Pierre Dux (* 21. Oktober 1908 in Paris; † 1. Dezember 1990 ebenda) war ein französischer Schauspieler, Theaterregisseur und Theaterleiter.

## Leben und Wirken
Der Sohn der Schauspielerin Emilienne Dux studierte Philosophie und besuchte das Pariser Konservatorium. Er schloss sich 1929 als Schauspieler der Comédie-Française an, wo auch seine Mutter engagiert war und debütierte im selben Jahr als Figaro in Der Barbier von Sevilla. Später hatte er als Figaro auch in Der tolle Tag oder Figaros Hochzeit Erfolg.
Als Schauspieler wie als Regisseur machte er sich schnell einen Namen. Seit 1935 Sociétaire de la Comédie-Française, war er vom Sommer 1944 bis Juli 1945 dort Generalverwalter. Von 1948 bis 1952 leitete er das Théâtre de Paris als Co-Direktor zusammen mit Marcel Karsenty. Von 1970 bis 1979 war er noch einmal Administrateur der Comédie-Française, von 1985 bis zu seinem Tod Direktor. Seit 1971 zeichnete er zudem als Direktor des Théâtre National de l’Odéon verantwortlich. 1978 wurde Dux in die Académie des Beaux-Arts gewählt.
An der Comédie inszenierte er unter anderem Malapartes Das Kapital, Vitracs Der Säbel meines Vaters (1951) sowie Stücke von Salacrou, Racine, Roussin und Molière.
Obwohl Dux bereits seit den frühen 1930er Jahren vor der Kamera stand, erlangte er als Filmschauspieler erst im fortgeschrittenen Alter Bedeutung. Besonders in Politthrillern verkörperte er düstere Drahtzieher, darunter den mit den Nazis kollaborierenden Pariser Polizeichef in Nacht der Erfüllung, den in ein Mordkomplott verwickelten Militärchef in Z und den Oberstaatsanwalt in dem Besatzerdrama Sondertribunal – Jeder kämpft für sich allein.
Dux arbeitete auch für das Fernsehen sowie als Schauspiellehrer.

## Ehrungen
- 1985 Prix Saint-Simon

## Filmografie
- 1951: Die Hexe von Montmartre (Gibier de potence)
- 1954: Der Sonntagsangler (Poisson d'avril)
- 1955: Das Mädchen vom 3. Stock (Sophie et le crime)
- 1955: Das große Manöver (Les grandes manœuvres)
- 1961: Lieben Sie Brahms? (Goodbye Again)
- 1961: Galante Liebesgeschichten (Amours célèbres)
- 1963: Nacht der Erfüllung (Le jour et l'heure)
- 1966: Brennt Paris? (Paris brûle-t-il?)
- 1969: Z – Anatomie eines politischen Mordes (Z)
- 1970: Der Erbarmungslose (La Horse)
- 1975: Sondertribunal – Jeder kämpft für sich allein (Section spéciale)
- 1980: Killer stellen sich nicht vor (3 hommes à abattre)
- 1981: Doch das Leben geht weiter (La vie continue)
- 1982: Evas Töchter (Le chef de famille)
- 1983: Monsieur Abel
- 1988: Die Vorleserin (La lectrice)